# Maillane
Maillane (en provençal : Malhana selon la norme classique ou Maiano selon la norme mistralienne) est une commune française située dans le département des Bouches-du-Rhône, en région Provence-Alpes-Côte d'Azur. Le nom français de Maillane provient du provençal Malhana ou Maiano. À noter que l'on retrouve les mêmes écritures en latin qu'en écriture classique ou en ancien provençal selon le dictionnaire de Frédéric Mistral au mot "Maiano".
Ses habitants sont appelés les Maillanais.

## Géographie

### Accès et transports
La gare Avignon TGV se situe à 13 km. Les aéroports les plus proches sont ceux d'Avignon, Nîmes et Marseille.
Maillane est accessible par plusieurs autoroutes et voies principales comme : l'autoroute A7, qui descend la vallée du Rhône et relie Lyon à Marseille via Orange, passe à 17 km au nord-est du village.  L'autoroute A54 (Nîmes - Salon-de-Provence) traverse le territoire provençal au sud. À Arles, elle est à 25 km. Enfin, l'A9, qui va d'Orange à Montpellier puis Perpignan, passe à une vingtaine de kilomètres au nord-ouest.
La N 570, entre Maillane et Tarascon à quelques kilomètres à l'ouest permet d'accéder à Arles au sud-ouest et Avignon au nord.

### Communes limitrophes
| Boulbon               | Graveson               | Châteaurenard          |
| Tarascon              | Maillane               | Eyragues               |
| Saint-Étienne-du-Grès | Mas-Blanc-des-Alpilles | Saint-Rémy-de-Provence |

### Hydrographie
Maillane se situe dans la vallée du Rhône, à une quinzaine de kilomètres à l'est du fleuve alors que la Durance passe au nord, au sud d'Avignon. Par sa position géographique, les sols maillanais ne subissent quasiment pas de sécheresse en été.

#### Le mistral
Le mistral souffle violemment du nord ou du nord-ouest, particulièrement en hiver et au printemps. Il est ressenti fortement 100 jours par an en moyenne et faiblement 83 jours, ce qui ne laisse que 182 jours sans vent par an. Le mois de février est généralement le plus venté de l'année.
On distingue deux types de mistral : le « mistral blanc », qui dégage le ciel en totalité et accentue la luminosité, et le « mistral noir », plus rare, qui s'accompagne de pluie.

### Climat
Pour des articles plus généraux, voir Climat de Provence-Alpes-Côte d'Azur et Climat des Bouches-du-Rhône.
En 2010, le climat de la commune est de type climat méditerranéen franc, selon une étude du Centre national de la recherche scientifique s'appuyant sur une série de données couvrant la période 1971-2000. En 2020, Météo-France publie une typologie des climats de la France métropolitaine dans laquelle la commune est exposée à un climat méditerranéen et est dans la région climatique  Provence, Languedoc-Roussillon, caractérisée par une pluviométrie faible en été, un très bon ensoleillement (2 600 h/an), un été chaud (21,5 °C), un air très sec en été, sec en toutes saisons, des vents forts (fréquence de 40 à 50 % de vents > 5 m/s) et peu de brouillards. 
Pour la période 1971-2000, la température annuelle moyenne est de 14,2 °C, avec une amplitude thermique annuelle de 17,4 °C. Le cumul annuel moyen de précipitations est de 641 mm, avec 5,7 jours de précipitations en janvier et 2,2 jours en juillet. Pour la période 1991-2020, la température moyenne annuelle observée sur la station météorologique de Météo-France la plus proche, « Eyragues », sur la commune d'Eyragues à 5 km à vol d'oiseau, est de 15,2 °C et le cumul annuel moyen de précipitations est de 631,8 mm. 
La température maximale relevée sur cette station est de 42,2 °C, atteinte le 28 juin 2019 ; la température minimale est de −9,9 °C, atteinte le 2 mars 2005,,. 
Les paramètres climatiques de la commune ont été estimés pour le milieu du siècle (2041-2070) selon différents scénarios d'émission de gaz à effet de serre à partir des nouvelles projections climatiques de référence DRIAS-2020. Ils sont consultables sur un site dédié publié par Météo-France en novembre 2022.

## Urbanisme

### Typologie
Au 1er janvier 2024, Maillane est catégorisée petite ville, selon la nouvelle grille communale de densité à 7 niveaux définie par l'Insee en 2022.
Elle appartient à l'unité urbaine d'Avignon, une agglomération inter-régionale dont elle est une commune de la banlieue,. Par ailleurs la commune fait partie de l'aire d'attraction d'Avignon, dont elle est une commune de la couronne,. Cette aire, qui regroupe 48 communes, est catégorisée dans les aires de 200 000 à moins de 700 000 habitants,.

### Occupation des sols
L'occupation des sols de la commune, telle qu'elle ressort de la base de données européenne d’occupation biophysique des sols Corine Land Cover (CLC), est marquée par l'importance des territoires agricoles (94 % en 2018), en diminution par rapport à 1990 (96,5 %). La répartition détaillée en 2018 est la suivante : 
zones agricoles hétérogènes (49,5 %), terres arables (31,8 %), cultures permanentes (12,7 %), zones urbanisées (6 %). L'évolution de l’occupation des sols de la commune et de ses infrastructures peut être observée sur les différentes représentations cartographiques du territoire : la carte de Cassini (XVIIIe siècle), la carte d'état-major (1820-1866) et les cartes ou photos aériennes de l'IGN pour la période actuelle (1950 à aujourd'hui).

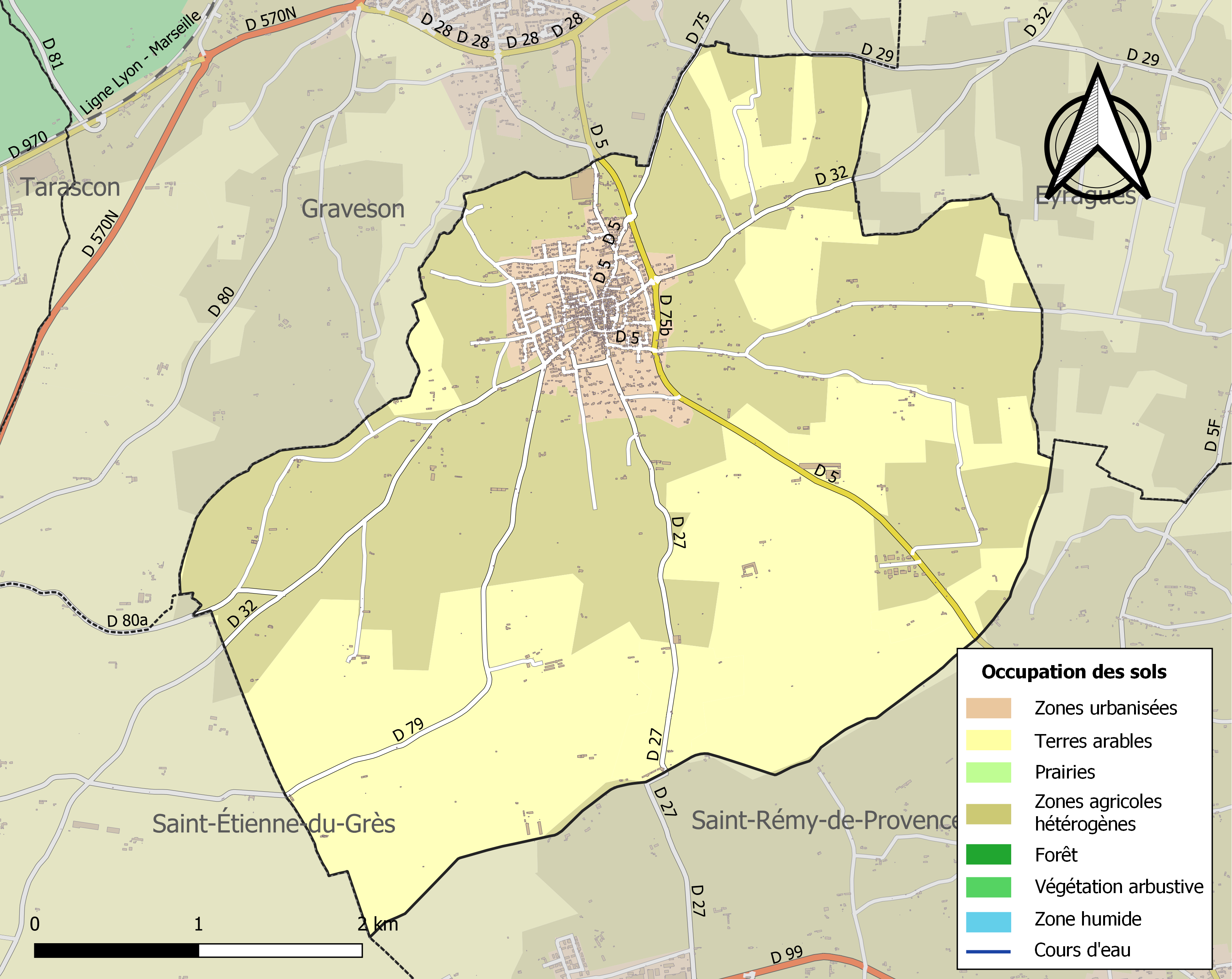
Carte des infrastructures et de l'occupation des sols de la commune en 2018 (CLC).

## Histoire

### Faits historiques
À deux pas de Saint-Rémy-de-Provence et de Tarascon, Maillane est un petit village tranquille posé au cœur de magnifiques paysages : collines d'oliviers et de cyprès, longues routes plates bordées de platanes, vergers et cigales, petites placettes ombragées, volets de bois bleu ou vert décolorés par le soleil... villages endormis à l'heure de la sieste et joyeux à l'heure de l'apéritif et du pastis... vous êtes ici dans la Provence « carte postale », la belle Provence des Alpilles.
En visitant le village, vous découvrirez un joli village typique du midi, de belles maisons de pierre, des portes anciennes, de jolies fenêtres fleuries, des petites ruelles étroites. Vous partirez pas à pas sur les traces du poète Frédéric Mistral (prix Nobel de littérature en 1904), chaque maison semblant témoigner de la vie de Mistral ; tout d'abord la maison de sa naissance : le mas du Juge, puis la maison du Lézard surmontée d'un cadran solaire où il vécut avec sa mère et bien sûr la maison qu'il fit construire à son mariage et où il finit ses jours en 1914 (devenue depuis musée Frédéric-Mistral). Puis enfin sa dernière demeure éternelle, au cimetière où il repose sous la réplique du mausolée de la reine Jeanne qu'il fit édifier de son vivant.

## Politique et administration

### Liste des maires
| Période                                  | Période              | Identité                     | Étiquette | Qualité                                                                         |
| ---------------------------------------- | -------------------- | ---------------------------- | --------- | ------------------------------------------------------------------------------- |
| 1809                                     | 1814                 | Étienne Poulinet (1760-1835) |           | Ménager                                                                         |
| Les données manquantes sont à compléter. |                      |                              |           |                                                                                 |
| mars 1983                                | septembre 1989       | Georges Pitra                |           |                                                                                 |
| septembre 1989                           | mars 2001            | Jacqueline Cornillon         | DVD       | commerçante                                                                     |
| mars 2001                                | 2002                 | René Moucadel                |           | Retraité de l'enseignement                                                      |
| 2002                                     | février 2008 (décès) | Jacques Demarle              |           |                                                                                 |
| mars 2008                                | mars 2014            | Jacqueline Cornillon         | DVD       | commerçante Retraitée                                                           |
| mars 2014                                | mai 2020             | Joël Suppo                   | DVD       | Retraité cadre de santé 6e vice-président de la CA Terre de Provence (? → 2020) |
| mai 2020                                 | En cours             | Éric Lecoffre                |           | Agent immobilier 11e vice-président de la CA Terre de Provence (2020 → )        |
| Les données manquantes sont à compléter. |                      |                              |           |                                                                                 |

## Population et société

### Démographie

#### Évolution démographique
L'évolution du nombre d'habitants est connue à travers les recensements de la population effectués dans la commune depuis 1793. Pour les communes de moins de 10 000 habitants, une enquête de recensement portant sur toute la population est réalisée tous les cinq ans, les populations de référence des années intermédiaires étant quant à elles estimées par interpolation ou extrapolation. Pour la commune, le premier recensement exhaustif entrant dans le cadre du nouveau dispositif a été réalisé en 2004.

En 2022, la commune comptait 2 779 habitants, en évolution de +9,41 % par rapport à 2016 (Bouches-du-Rhône : +2,48 %, France hors Mayotte : +2,11 %).
| 1793  | 1800  | 1806  | 1821  | 1831  | 1836  | 1841  | 1846  | 1851  |
| ----- | ----- | ----- | ----- | ----- | ----- | ----- | ----- | ----- |
| 1 200 | 1 324 | 1 273 | 1 386 | 1 505 | 1 356 | 1 430 | 1 507 | 1 556 |

| 1856  | 1861  | 1866  | 1872  | 1876  | 1881  | 1886  | 1891  | 1896  |
| ----- | ----- | ----- | ----- | ----- | ----- | ----- | ----- | ----- |
| 1 522 | 1 541 | 1 532 | 1 480 | 1 390 | 1 347 | 1 342 | 1 383 | 1 347 |

| 1901  | 1906  | 1911  | 1921  | 1926  | 1931  | 1936  | 1946  | 1954  |
| ----- | ----- | ----- | ----- | ----- | ----- | ----- | ----- | ----- |
| 1 373 | 1 369 | 1 407 | 1 325 | 1 354 | 1 372 | 1 308 | 1 315 | 1 306 |

| 1962  | 1968  | 1975  | 1982  | 1990  | 1999  | 2004  | 2006  | 2009  |
| ----- | ----- | ----- | ----- | ----- | ----- | ----- | ----- | ----- |
| 1 354 | 1 472 | 1 430 | 1 571 | 1 664 | 1 884 | 2 013 | 2 092 | 2 283 |

| 2014  | 2019  | 2022  | - | - | - | - | - | - |
| ----- | ----- | ----- | - | - | - | - | - | - |
| 2 494 | 2 667 | 2 779 | - | - | - | - | - | - |

#### Pyramide des âges
La population de la commune est relativement jeune.
En 2018, le taux de personnes d'un âge inférieur à 30 ans s'élève à 33,2 %, soit en dessous de la moyenne départementale (35,3 %). À l'inverse, le taux de personnes d'âge supérieur à 60 ans est de 26,3 % la même année, alors qu'il est de 26,3 % au niveau départemental.
En 2018, la commune comptait 1 250 hommes pour 1 375 femmes, soit un taux de 52,38 % de femmes, légèrement supérieur au taux départemental (52,24 %).
Les pyramides des âges de la commune et du département s'établissent comme suit.
| Hommes | Classe d’âge | Femmes |
| ------ | ------------ | ------ |
| 0,8    | 90 ou +      | 3,2    |
| 6,9    | 75-89 ans    | 8,0    |
| 17,5   | 60-74 ans    | 16,2   |
| 19,6   | 45-59 ans    | 20,4   |
| 20,7   | 30-44 ans    | 20,2   |
| 14,1   | 15-29 ans    | 12,6   |
| 20,5   | 0-14 ans     | 19,5   |

| Hommes | Classe d’âge | Femmes |
| ------ | ------------ | ------ |
| 0,8    | 90 ou +      | 1,9    |
| 7,6    | 75-89 ans    | 9,8    |
| 16,2   | 60-74 ans    | 17,2   |
| 19,7   | 45-59 ans    | 19,5   |
| 18,8   | 30-44 ans    | 18,6   |
| 18,4   | 15-29 ans    | 16,9   |
| 18,6   | 0-14 ans     | 16,1   |

### Éducation maillanaise
- École publique Frédéric-Mistral
- École privée catholique Notre-Dame-de-Grâce/Saint-Joseph

### Manifestations culturelles et festivités
- Sainte Agathe, patronne de la paroisse. Messe en son honneur.
- Tournoi des commerçants.
- Commémoration de la mort de Frédéric Mistral, le 25 mars de chaque année, sous les auspices du Félibrige. Messe en provençal, cérémonie au cimetière et au musée Frédéric-Mistral.
- 14 juillet (manifestation taurine et bal).
- Week-end des savants.
- Saint Éloi, toujours l'avant dernier week-end du mois de juillet. Course de la Charrette de la Saint-Éloi : samedi à 19 h et dimanche à partir de 11 h, messe en provençal à 10 h avec la présence de femmes en habits traditionnel (costume de la Provençale). 4 jours de fête avec manifestations taurines et bal les soirs.
- Cérémonie du miracle de Notre Dame de Grâce. les 28 et 29 août. Processions religieuses en commémoration du miracle qui s'est produit en 1854. Maillane était dévasté par le choléra.
- Commémoration de la naissance de Frédéric Mistral, le dimanche qui suit la date de son anniversaire le 8 septembre. Messe en provençal, cérémonie au cimetière et au musée.

### Sport à Maillane
- Stade Maillanais → Foot
- Tennis Club Maillanais → Tennis
- Les savants → Taureaux

### Personnalités liées à la commune
- Frédéric Mistral (1830-1914), écrivain provençal, fondateur du Félibrige, Prix Nobel de littérature (1904), né et mort à Maillane le 8 septembre 1830.
- La Maison des Porcellets, illustre dynastie noble de Provence.
- Frédéric Mistral, neveu du poète, Capoulié du Félibrige de 1941 à 1956, écrivain.
- Cédric Carrasso, gardien de but des Girondins de Bordeaux, né le 30 décembre 1981 à Avignon, a vécu à Maillane.
- Henri Mazo (1898-1981), homme politique, député de Vaucluse.

### Héraldique
| Armes de Maillane | Les armes peuvent se blasonner ainsi : De gueules au monogramme de Jesus Hominum Salvator, JHS croiseté d'argent, soutenu de cinq clous de la Passion appointés du même. |

## Culture et patrimoine

### Monuments et lieux touristiques

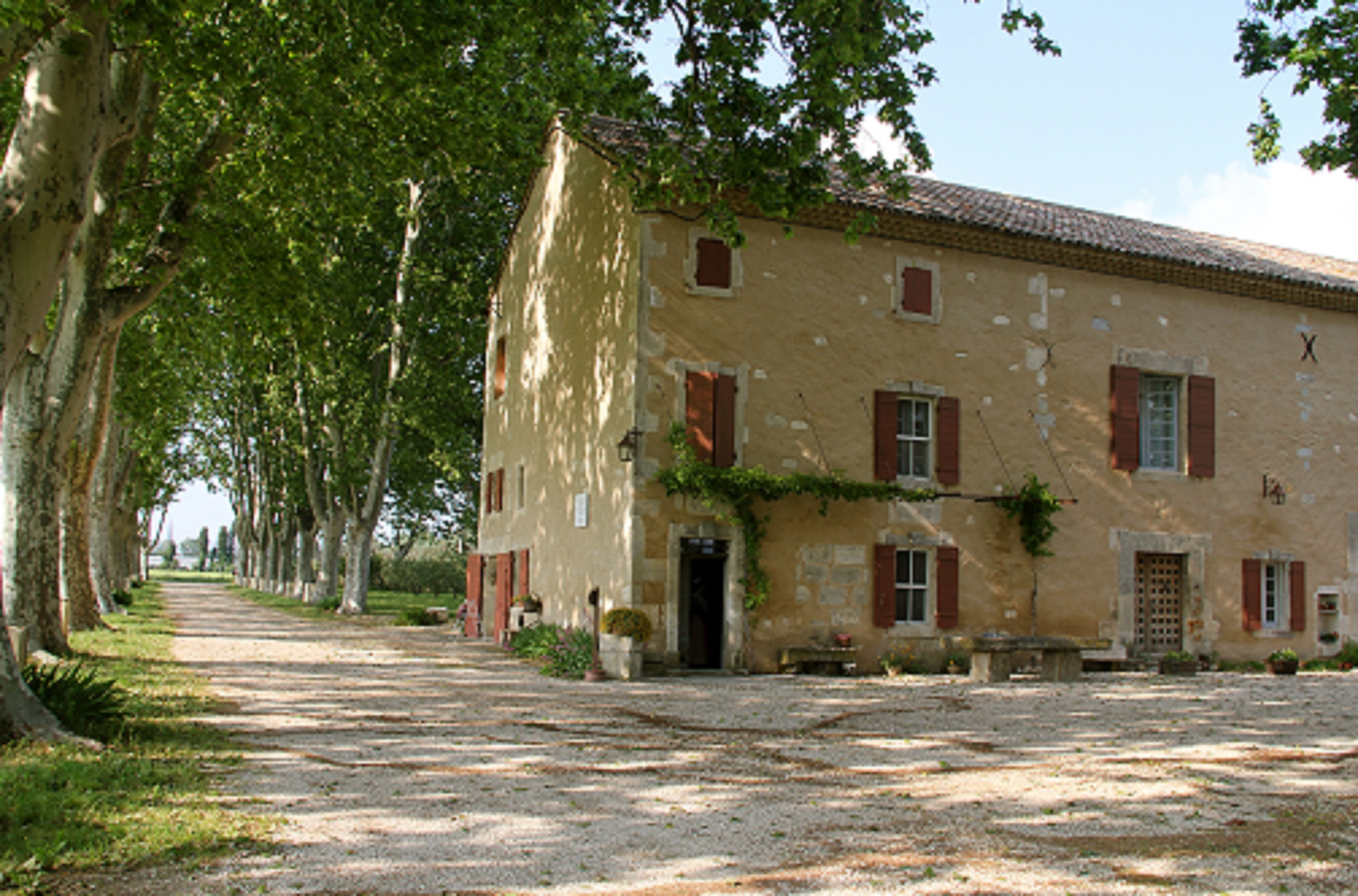
Mas du Juge à Maillane.

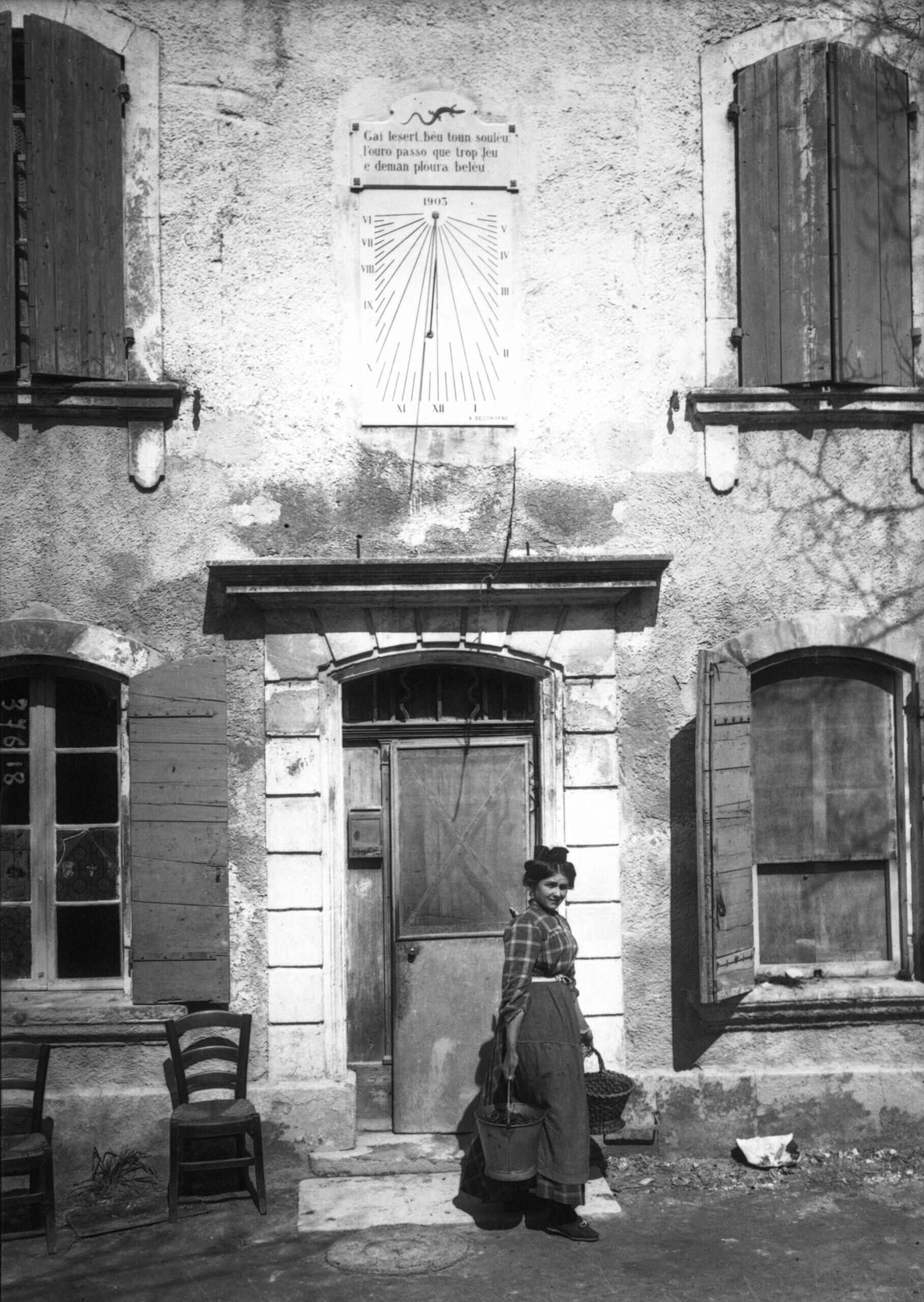
La maison du Lézard en 1914.

Frédéric Mistral a eu trois demeures successives à Maillane, la mas du Juge, la maison du Lézard et celle qui est connue sous le nom de Museon Frederi Mistral.
Le mas du Juge, un domaine de 25 hectares, situé entre Maillane et Saint-Rémy, devint propriété de la famille Mistral en 1803. Après la mort de son père Antoine, en 1827, François Mistral en hérita. Le père du futur poète était alors veuf de Louise Laville. De ce mariage était né Louis, demi-frère de Frédéric Mistral,.
Le 26 novembre 1828, François Mistral, veuf depuis 1825, se remaria avec Adélaïde Poullinet. C'est de cette union que naquit le 8 septembre 1830, Joseph-Étienne-Frédéric Mistral, dont toute l'enfance et la jeunesse se passèrent au mas du Juge,,.
Il ne le quitta que pour poursuivre ses études à Frigolet, d'abord, puis à Avignon, au collège royal, ayant obtenu son baccalauréat, en 1847, il devint, l'année suivante étudiant à la faculté de Droit d'Aix-en-Provence. Il en ressortit à l'été 1851, avec une licence et revient vivre au mas du Juge. Trois ans plus tard, c'est la fondation du Félibrige.
Frédéric et sa mère furent contraints de quitter le mas du Juge, en 1855, après la mort de François Mistral. Celui-ci revenait à Louis, le fils aîné. Ils durent s'installer dans une petite maison familiale, au sud du village, qui leur avait été attribuée dans le partage d’hoirie. Frédéric lui donna, en 1903, le nom de Maison du Lézard après avoir fait installer un cadran solaire orné de ce petit reptile. C'est là qu'il termina Mirèio, commencée au mas du Juge, et qu'il écrivit Calendau,,.

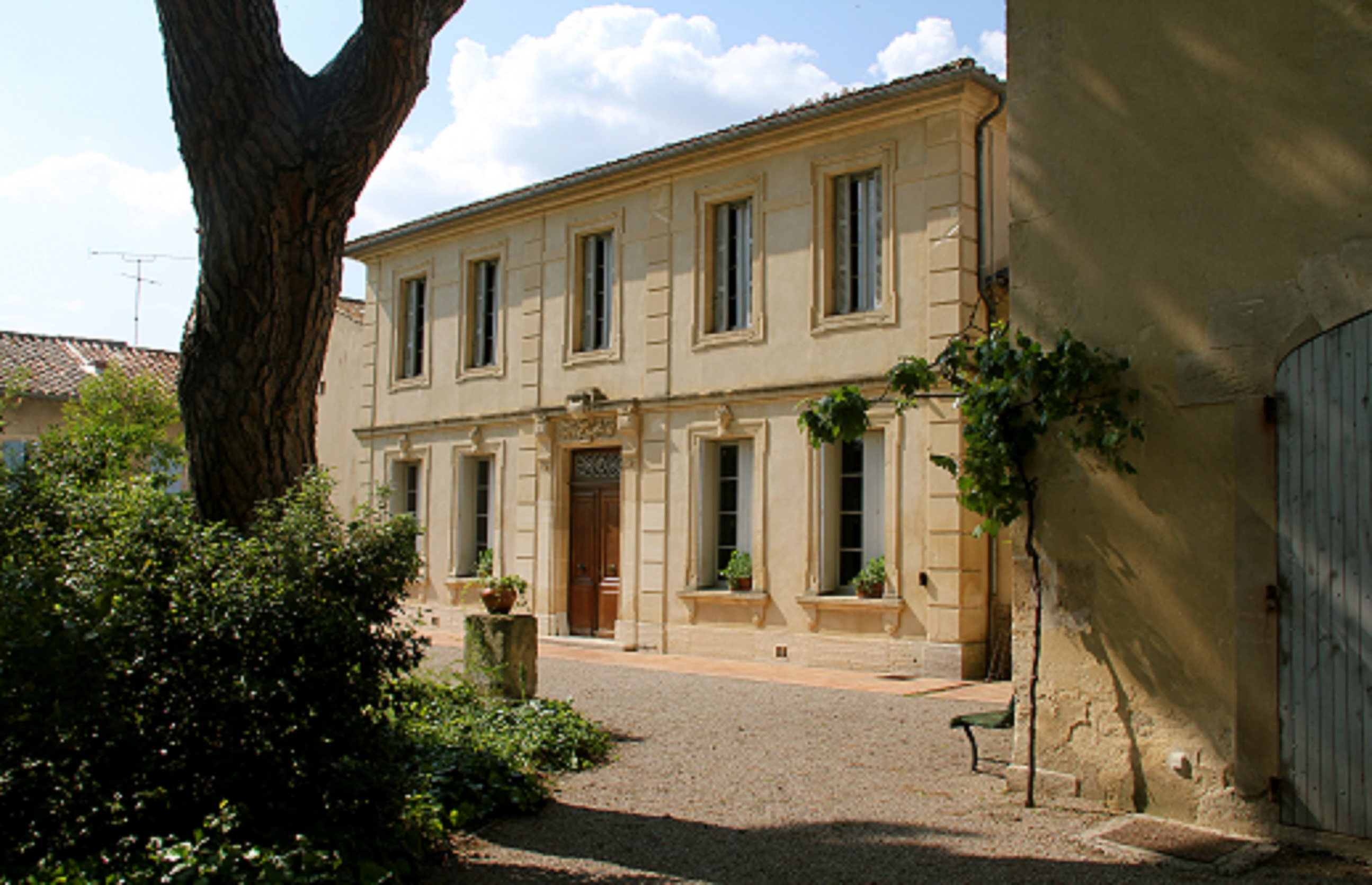
Museon Frederi Mistral à Maillane.

Frédéric Mistral y habita jusqu'en 1875, année ou il put aménager dans la maison qu'il avait faite construire à Maillane, juste devant la Maison du Lézard. Un an plus tard, le 27 septembre 1876, il épousait à Dijon, Marie Louise Aimée Rivière. Ce fut ici qu'ils vécurent. Elle devint, après la mort du poète le 25 mars 1914 et celle de sa veuve, le 6 février 1943, le Museon Frederi Mistral,.
Dans son testament du 7 septembre 1907, Mistral avait légué à sa commune de Maillane, sa maison « avec les terrains, jardin, grille, murs, remise et constructions qui l'entourent ou en dépendent... avec les objets d'art, les tableaux, les gravures, les livres et la bibliothèque qu'elle contient, afin qu'on en fasse le musée et la bibliothèque de Maillane, et aussi les meubles qui sont dans la maison à condition qu'ils n'en soient pas enlevés ». Il spécifiait en outre que la commune n'entrerait en possession qu'après la mort de son épouse.
Le Museon est classé monument historique depuis le 10 novembre 1930, son mobilier depuis le 10 février 1931, ce qui a permis à cette demeure de conserver l'aspect qu'elle avait du vivant de Frédéric Mistral.

#### Monuments laïques
- Tombeau de Mistral (cimetière)

#### Monuments religieux
- Église Sainte-Agathe.

### Patrimoine culturel
- Musée Frédéric-Mistral